# Stopy magnezu
Stopy magnezu – stopy, w których głównym składnikiem jest magnez. Stopy te cechuje niewielki ciężar właściwy (ok. 30% mniejszy w stosunku do stopów aluminium) i duża wytrzymałość mechaniczna. Te właściwości przesądzają o zastosowaniu tych materiałów w różnych dziedzinach przemysłu, takich jak: samochodowy (kierownice, obudowy skrzyń biegów, bloki silników), lotniczy, produkcja wózków inwalidzkich, sprzętu sportowego, jak i obudów, np. aparatów fotograficznych. Do wad należą konieczność stosowania inhibitorów podczas produkcji wyrobów (CO2, SF6, SO2 i inne) ze względu na gwałtowne reagowanie płynnego Mg z tlenem oraz niewielka odporność na korozję.
Stopy magnezu otrzymuje się stapiając magnez z dodatkami stopowymi. Do najpopularniejszych dodatków stopowych należą: aluminium, cynk, mangan i krzem.   
Oznaczenie  przemysłowych stopów magnezu bazuje na ich składzie chemicznym.
Poniższe litery reprezentują główne składniki stopu:
A – aluminium
B – bizmut
C – miedź
D – kadm
E – metale ziem rzadkich
F – żelazo
J – fosfor
K – cyrkon
L – lit
M – mangan
N – nikiel
P – ołów
Q – srebro
R – chrom
S – krzem
T – cyna
V – arsen
W – itr
Z –cynk.
Przykład oznaczenia technicznych stopów magnezu:
AS31 – 3% Al, 1% Si, reszta Mg
AM60 – 6% Al, 0,5% Mn, reszta Mg
AZC1231 – 12% Al, 3% Zn, 1% Cu, reszta Mg